# Calycomyza triumfettae
Calycomyza triumfettae är en tvåvingeart som beskrevs av Etienne 1997. Calycomyza triumfettae ingår i släktet Calycomyza och familjen minerarflugor. Inga underarter finns listade i Catalogue of Life.